# Phúc Toàn
Phúc Toàn (chữ Hán: 福全, tiếng Mãn: ᡶᡠᠴᡳᠣᠸᠠᠨ, Möllendorff: Fuciowan, Abkai: Fuqiuwan; 8 tháng 9, 1653 – 10 tháng 8, 1703) Ái Tân Giác La, là Hoàng tử thứ 2 của Thanh Thế Tổ Thuận Trị Đế.

## Cuộc đời
Phúc Toàn sinh ngày 17 tháng 7 (âm lịch) năm Thuận Trị thứ 10 (1653), là con trai thứ 2 của Thanh Thế Tổ Thuận Trị Hoàng đế, cũng là người con duy nhất của Ninh Khác phi Đổng Ngạc thị. Năm Khang Hi thứ 6 (1667), ông được phong Hòa Thạc Dụ Thân vương (和硕裕親王) bởi người em cùng cha của mình là Khang Hi Đế.
Năm Khang Hi thứ 29 (1690), Phúc Toàn được phong Phủ viễn Đại tướng quân (撫遠大將軍), dẫn đầu toàn quân trong việc chống lại Cát Nhĩ Đan, Hãn lĩnh của Chuẩn Cát Nhĩ. Cùng với Dận Thì, Hoàng trưởng tử của Khang Hi Đế, Phúc Toàn dẫn quân đội vượt qua Cổ Bắc Khẩu (古北口). Hoàng tử Thường Ninh, một người em khác của Phúc Toàn và Khang Hi Đế, dẫn quân theo hướng khác, cùng lập kế hoạch để đón đầu Cát Nhĩ Đan. Cùng năm ấy, Phúc Toàn tấn công Cát Nhĩ Đan tại Ô Lan Bố Thông. Hãn lĩnh của Chuẩn Cát Nhĩ bố trí phòng thủ "thành lạc đà", dùng hàng ngàn con lạc đà trói chân nằm dưới đất, trên lưng xếp đầy hòm gỗ đựng chăn đệm ướt tạo ra bức thành dài. Nhưng sau đó thành lạc đà bị quân Thanh dùng đại bác bắn vỡ. Cát Nhĩ Đan phải phá vây bỏ chạy.
Mặc dù quân đội Cát Nhĩ Đan bị thiệt hại nhưng Phúc Toàn vẫn không coi đây là một chiến thắng. Sau đó ông quay lại Bắc Kinh. Toàn bộ những tướng lĩnh nhà Thanh để Cát Nhĩ Đan trốn thoát đều bị xử phạt. Phúc Toàn vì thế mà bị tước hết quyền quân sự và bị đuổi khỏi nhóm Nghị chính Vương Đại thần. Sau đó ông dành hết quãng đời còn lại của mình vào sự nghiệp văn chương.
Năm Khang Hi thứ 42 (1703), ngày 26 tháng 6 (âm lịch), Phúc Toàn qua đời, thọ 50 tuổi, được truy thụy Dụ Hiến Thân vương (裕憲親王). Một số sách cho rằng, tuy Phúc Toàn là Hoàng tử lớn tuổi nhất của Thuận Trị Đế nhưng không được chọn làm người kế vị vì ông có tật ở mắt.

## Gia đình

### Thê thiếp
- Đích Phúc tấn: Tây Lỗ Khắc thị (西魯克氏), con gái của Nhị đẳng Thị vệ Minh An Đồ (明安圖).
- Trắc Phúc tấn: Qua Nhĩ Giai thị (瓜尔佳氏), con gái của Nghệ Tháp (艾塔).
- Thứ thiếp:
  - Dương thị (楊氏), con gái của Dương An (楊安).
  - Sách Nhĩ Thác thị (索爾托氏), con gái của Ô Chí (烏實).
  - Đồ Tái Lễ thị (圖塞禮氏), con gái của Tây Đức Ngộn (西德諢).
  - Nạt Lạp thị (納喇氏), con gái của Thương Nạp Mại (商納邁).
  - Phú Sát thị (富察氏), con gái của Nột Nhĩ Đồ (訥爾圖).
  - Dương thị (楊氏), con gái của Mặc Sắc (默色).

### Hậu duệ

#### Con trai
1. Xương Toàn (昌全; 1675 – 1677), mẹ là Đích Phúc tấn Tây Lỗ Khắc thị. Chết yểu.
2. Chiêm Thăng (詹升; 1678 – 1680), mẹ là Thứ thiếp Phú Sát thị. Chết yểu.
3. Bảo Thái (保泰; 1682 – 1730), mẹ là Trắc Phúc tấn Qua Nhĩ Giai thị. Năm 1703 được tập tước Dụ Thân vương (裕親王), năm 1724 bị đoạt tước. Có 25 con trai, là Thân vương có nhiều con trai nhất nhà Thanh, nhưng có 14 người chết non.
4. Bảo An (保安; 1683 – 1686), mẹ là Thứ thiếp Đồ Tái Lễ thị. Chết yểu.
5. Bảo Thụ (保綬; 1684 – 1706), mẹ là Trắc Phúc tấn Qua Nhĩ Giai thị. Sau khi qua đời được truy thụy Điệu Thân vương (悼親王).
6. Bảo Vĩnh (保永; 1701 – 1705), mẹ là Thứ thiếp Dương thị. Chết yểu.

#### Con gái
1. Trưởng nữ (1671 – 1675), mẹ là Đích Phúc tấn Tây Lỗ Khắc thị. Chết yểu.
2. Nhị nữ (1680 – 1683), mẹ là Thứ thiếp Sách Nhĩ Thác thị. Chết yểu.
3. Tam nữ (1680 – 1683), mẹ là Đích Phúc tấn Tây Lỗ Khắc thị. Chết yểu.
4. Tứ nữ (1681 – 1682), mẹ là Trắc Phúc tấn Qua Nhĩ Giai thị. Chết yểu.
5. Ngũ nữ (郡主; 1700 – 1733), mẹ là Thứ thiếp Nạt Lạp thị. Được phong Quận chúa, năm 1713 hạ giá lấy La Bặc Tàng Cổn Bố. Sinh Sắc Bố Đằng Ba Lạc Châu Nhĩ – Ngạch phò của Cố Luân Hòa Kính Công chúa.
6. Lục nữ (1701 – 1732), mẹ là Thứ thiếp Nạt Lạp thị. Được phong Quận chúa, năm 1716 hạ giá lấy Thương Tân (仓津) – Ngạch phò của Hòa Thạc Ôn Khác Công chúa.
7. Thất nữ (1703 – 1704), mẹ là Thứ thiếp Nạt Lạp thị. Chết yểu.